# Venaticosuchus
Venaticosuchus es un género extinto de reptiles saurópsidos diápsidos crurotarsianos que vivieron a finales del período Triásico.
Fue un depredador de tamaño mediano, que alcanzaba hasta 2 metros  de longitud. Originalmente se pensó que era el antepasado de los dinosaurios carnosaurios (un grupo que se pensó abarcaba a todos los terópodos grandes, como Tyrannosaurus); sin embargo, ahora se sabe que están más estrechamente relacionados con los cocodrilos que con los dinosaurios.

## Especies
Solo se ha descrito a una especie de Venaticosuchus, la especie tipo, V. rusconii del Triásico Superior de Argentina, que data de alrededor de hace 210 millones de años.

## Especies estrechamente relacionadas
Venaticosuchus es miembro de Ornithosuchidae, una familia de crurotarsos carnívoros facultativamente bípedos que estaban geográficamente extendidos durante el Triásico Superior. Se conocen además a otros dos géneros, Ornithosuchus y Riojasuchus.